# Michel Vergnier
Michel Vergnier, né le 25 novembre 1946 à Ennery (Moselle), est un homme politique socialiste français, député de 1997 à 2017 et maire de Guéret de 1998 à 2020.

## Biographie

### Origines familiales et débuts en politique
Michel Vergnier passe son enfance à Augères, dans l'Ouest de la Creuse, entouré d'un père maréchal-ferrant, d'une mère femme au foyer, et de grands-parents ouvriers agricoles. Michel Vergnier est entré jeune au PSU, avant de rejoindre le Parti socialiste. Longtemps instituteur, puis directeur d'école primaire, il travaille d'abord dans des quartiers difficiles de la région parisienne et donne des cours d'alphabétisation dans un cadre associatif, avant de rejoindre la Creuse. Plus tard, se confrontant à une autre réalité sociale, il ira donner des cours en prison à Guéret. Il s'y engage en politique sous l'égide d'André Lejeune, sénateur de la Creuse.

### Député de la Creuse
Michel Vergnier est élu député de la 1re circonscription de la Creuse le 1er juin 1997 pour la XIe législature (1997-2002), battant le député sortant et président du conseil général RPR Bernard de Froment. En 2001, il est le rapporteur de la Commission parlementaire d'enquête sur la maladie de la vache folle (ESB).
Il est réélu député de la 1re circonscription de la Creuse le 16 juin 2002, pour la XIIe législature (2002-2007). Il bat pour la seconde fois Bernard de Froment. Il est membre de la commission des affaires économiques durant l’ensemble de la mandature.
Il est réélu député le 17 juin 2007, pour la XIIIe législature (2007-2012), battant Brigitte Jammot. Il devient membre de la commission des finances durant l’ensemble de la mandature. En 2012 la Creuse ne comporte plus qu'une seule circonscription à la suite de la réforme de 2010, il affronte donc Jean Auclair, l'ancien député de la deuxième circonscription de la Creuse lors des élections législatives des 10 et 17 juin 2012. Michel Vergnier sort vainqueur de cet affrontement.
Lors des élections législatives de 2017, il brigue un nouveau mandat mais est éliminé dès le premier tour, terminant troisième avec 15,52 % des voix derrière le candidat LREM Jean-Baptiste Moreau (qui sera élu au second tour) et le candidat LR Jérémie Sauty.

### Au Parti socialiste et engagements
Proche d'Henri Emmanuelli et de Benoît Hamon, il appartient à la gauche du Parti socialiste, a voté « non » à la  Constitution européenne et fait partie du courant Un monde d'avance, au titre duquel il siège au Bureau national du PS. 
Fervent défenseur des services publics en milieu rural, il participe aux côtés des autres formations politiques et syndicales à la manifestation de défense des services publics du 5 mars 2005 à Guéret. Fin 2009, son mandat de Président de l'Association des Maires et Adjoints de Creuse l'amène à organiser la riposte des Creusois face au projet de fermeture de la Radiothérapie du CH de Guéret. Après un long combat, le service (initialement fermé en 2010) rouvre ses portes fin 2011, épilogue d'une séquence politique qui a vu des élus de tous bords collaborer avec succès. En 2011, il fait partie des parlementaires socialistes impliqués dans l'élaboration d'une proposition de loi visant à l'instauration d'un "bouclier rural". Ce texte, rejeté par la majorité UMP, prévoyait le développement des services publics de proximité et l'instauration de conditions favorisant le dynamisme économique dans les territoires ruraux.[réf. nécessaire]
Après la victoire de Benoît Hamon à la primaire citoyenne de 2017, il est nommé responsable thématique « Ruralité » de sa campagne présidentielle,.

## Mandats

### Mandats en cours
Communauté d'agglomération du Grand Guéret
- Délégué communautaire depuis le 1er janvier 2013

Commune de Guéret
- Conseiller municipal depuis 20 mars 1989
- Maire du 29 novembre 1998 au 4 juillet 2020

Association des maires de France et des présidents d'intercommunalité - AMF
- Trésorier général depuis le 22 novembre 2014

### Mandats antérieurs
Assemblée nationale
- Député de la première circonscription de la Creuse du 12 juin 1997 au 19 juin 2012[5]
- Député de la circonscription de la Creuse du 20 juin 2012 au 20 juin 2017

Communauté d'agglomération du Grand Guéret
- Président du 1er janvier 2013 à avril 2014

Communauté de communes de Guéret Saint-Vaury
- Vice-président du 30 décembre 1999 à octobre 2009
- Président d'octobre 2009 au 31 décembre 2012

Commune de Guéret
- Conseiller municipal depuis 20 mars 1989
- Adjoint au maire de 1992 au 28 novembre 1998